# غويليرمي كونسيساو كاردوسو
غويليرمي كونسيساو كاردوسو هو لاعب كرة قدم برازيلي في مركز الوسط، ولد في 11 يوليو 1983 في أوبيرلانديا في البرازيل. لعب مع نادي باهيا ونادي فيتوريا ونادي كروزيرو.